# Voice of Wilderness
Voice of Wilderness drugi je album finskog folk metal sastava Korpiklaani koji je objavljen 2005. godine.

## Lista pjesama
1. "Cottages and Saunas"
2. "Journey Man"
3. "Fields in Flames"
4. "Pine Woods"
5. "Spirit of the Forest"
6. "Native Land"
7. "Hunting Song"
8. "Ryyppäjäiset"
9. "Beer Beer"
10. "Old Tale"
11. "Kädet Siipinä"